# Fahrschemel
Der Fahrschemel (auch Aggregat(e)träger oder Hilfsrahmen) ist der Teil, der vom Fahrgestell eines Personenwagens nach der Einführung der selbsttragenden Karosserie übrig geblieben ist. Am Fahrschemel sind  die aufbauseitigen Anlenkpunkte der Radaufhängungen befestigt, am vorderen Fahrschemel meist auch die Aggregate, d. h. der Motor, das Getriebe, das Lenkgetriebe und bei Fahrzeugen mit angetriebenen Vorderrädern das Differential.
Der Fahrschemel kann wie folgt mit der Karosserie bzw. dem Aufbau verbunden sein:
- starr verschraubt (Integralträger) oder
- über Gummilager verbunden.

Durch Letzteres ist die Montage des Fahrzeuges einfacher, und die Karosserie muss nicht so große Kräfte aus den Radaufhängungen aufnehmen; weniger Vibrationen und Geräusche werden vom Fahrwerk und gegebenenfalls vom Motor auf die Karosserie übertragen.

## Varianten
In der bei modernen Wagen häufig verwendeten Grundform hat der Fahrschemel die Form eines innen offenen Rechtecks oder Trapezes, ist dabei meistens aus Blech aus zwei Formteilen zu einem Hohlprofil verschweißt und von unten an mindestens vier Punkten an der Karosserie befestigt.
Wenn dem Fahrschemel weitere Funktionen zugedacht sind, z. B. die Aufnahme von Doppel-Querlenkern oder Querblattfedern, besteht das Bauteil nicht nur aus dem oben beschriebenen, beinahe flächigen Grundkörper, sondern auch aus zusätzlichen, in den Motorraum reichenden Aufbauten (Trabant 601, Citroën GS).

## Geschichte
Eine Vorderachse im Sinne einer starren Achse gibt es bei modernen Personenwagen nicht mehr, sie wurde seit dem Ende der 1920er Jahre nach und nach von der Einzelradaufhängung abgelöst. 
Bis in die 1950er Jahre, teilweise auch länger (z. B. VW Käfer oder Wartburg 353), wurde ein Personenwagen aus zwei Grundbaugruppen erstellt:
- dem Fahrgestell oder Rahmen, an dem die Achsen oder die Komponenten der Radaufhängungen angebracht waren, und
- dem Aufbau, der Karosserie, die wegen der tragenden Funktion des Rahmens nicht sonderlich stabil zu sein brauchte und relativ einfach gegen andere, beispielsweise offene Karosserien ausgetauscht werden konnte.